# Roberto, Conde de Borgoña

Su escudo de Conde Palatino de Borgoña.

Roberto I, conde palatino de Borgoña fue el menor de los hijos de Mahaut de Artois y del conde palatino de Borgoña, Otón IV, nació en el año 1300 y la muerte de su padre le convirtió a él en conde y a su madre en la regente. Murió con quince años en 1315 pasando la herencia del Condado de Borgoña a su hermana mayor, en ese entonces condesa de Poitiers, Juana de Borgoña.
| Predecesor: Otón IV | Conde Palatino de Borgoña 1303-1315 | Sucesor: Juana II |

- Datos: Q528666
- Multimedia: Robert de Bourgogne / Q528666